# Star Chamber
Als Court of Star Chamber (lat. Camera stellata, dt. Sternkammer) bezeichnet man einen englischen Gerichtshof, der von König Eduard II. eingesetzt wurde (die erste Erwähnung findet sich 1398 als Sterred chambre) und bis 1641 bestand. Namensgebend für das Gericht war ein Raum, in dem sich die Curia Regis traf und dessen Decke wahrscheinlich mit vergoldeten Sternen vor blauem Hintergrund dekoriert war. Diese Erklärung findet sich erstmals bei John Stow in seiner Beschreibung Londons (Survey of London) aus dem Jahr 1598. Eine solche Deckenverzierung findet sich heute noch unter anderem in der Scrovegni-Kapelle in Padua. Urteile des Court of Star Chamber waren unanfechtbar, die Verhandlungen geheim.

## Entstehung
Mitglieder der Star Chamber waren königliche Räte (Mitglieder des Privy Council) und Richter. Der Court of Star Chamber war nicht an das Common Law gebunden, da er seine Befugnisse direkt aus der uneingeschränkten Macht des Königs bezog. Das Gericht erfüllte die Funktion eines Obersten Gerichtshofes, etwa wenn ein prominenter Angeklagter so viel Macht besaß, dass untergeordnete Gerichte keinen Schuldspruch fällen würden. Zusätzlich hörte das Gericht Fälle, die durch das Common Law nicht abgedeckt waren (Equity), also keine Verletzung von Gesetzen im strengen Sinn darstellten. Dies gab der Star Chamber allerdings auch die Möglichkeit in die Hand, willkürlich zu entscheiden, was zum Beispiel von Heinrich VII. als Mittel zur Kontrolle des Hochadels nach den Rosenkriegen eingesetzt wurde.

## Missbrauch
Unter Heinrich VIII. wurde das Gericht zunehmend zum Instrument der Politik. So wurde die Unterwerfung von Wales nach der Vereinigung mit England (1538–43) durch Enteignungen walisischer Landbesitzer zugunsten englischer Lords gefördert. Vor allem unter Kanzler Thomas Wolsey (1515–1529) wuchs die Zahl der Fälle, die in der Star Chamber gehört wurden. Wolsey drängte sogar dazu, sich ohne vorherige Verhandlung in untergeordneten Gerichten direkt an die Star Chamber zu wenden.
Karl I. verwendete die Star Chamber anstelle des von ihm aufgelösten Parlaments zwischen 1629 und 1640 zur Verfolgung seiner Gegner, oftmals Puritaner.
1641 schaffte das Lange Parlament den Court of Star Chamber ab. Die Exzesse des Gerichts unter Karl spielten auch bei der Debatte um seine Hinrichtung eine Rolle.